# Cala Salionç
La cala Salionç és una cala del nord del municipi de Tossa de Mar (Selva), encaixada en un tram de costa rocallós farcit de caletes. Es troba en un entorn residencial i limita a nord i a sud amb penya-segats Amb el mateix nom, a prop de la carretera que uneix Sant Feliu de Guíxols i Tossa de Mar hi ha el Mas Salionç i més al sud entre Cala Giverola i Cala Pola, la Torre de Cala Salionç. Hi desemboca la Riera de Salionç, que neix a Sant Grau d'Ardenya, al massís de Cadiretes.
Orientada a l'est, la platja de Cala Salionç és de sorres gruixudes, graves i còdols, i té una amplada de 29 metres, i una llargada de 94 metres. El pendent d'entrada a l'aigua és molt fort.
L'Agència Catalana de l'Aigua efectua un control quinzenal de la qualitat de l'aigua, durant la temporada de bany, amb el resultat d'excel·lent.
La urbanització massiva d'aquest encisador paratge de la Costa Brava va començar el 1965, quan se la va arribar a anomenar la "Brasília del Mediterrani". Va començar amb torres i xalets, però va acabar amb molts d'edificis d'apartaments.
Donada la seva situació a mig tros entre Sant Feliu de Guíxols i Tossa de Mar, a mitjans de la dècada dels anys 60 es va acondicionar la carretera entre Llagostera i Cala Salionç, que travessa el massís de Cadiretes i passa pel cantó de l'Ermita de Sant Grau. Cal tenir en compte que la carretera actual (dita dels dies de l'any perquè té aproximadament 365 revolts) entre Tossa i Sant Feliu no es va construir fins ben entrat el segle xx, i que fins llavors la connexió per terra entre aquestes dues poblacions es feia per un camí veïnal que passa per Sant Grau i Sant Baldiri i no pas arran de la costa.